# Rote Säule (Tauernhauptkamm)
Rote Säule är en bergstopp i Österrike. Den ligger på gränsen mellan förbundslanden Salzburg och Tirolen, i den centrala delen av landet, 300 km väster om huvudstaden Wien. Toppen på Rote Säule är 2 993 meter över havet.
Runt Rote Säule är det ganska glesbefolkat, med 29 invånare per kvadratkilometer. Närmaste större samhälle är Mittersill, 15,0 km norr om Rote Säule.